# Adrien Brody
Adrien Nicholas Brody (New York, 14 aprile 1973) è un attore statunitense.
Ha ricevuto l’attenzione internazionale per la sua interpretazione di Władysław Szpilman nel film biografico Il pianista (2002) di Roman Polański, per il quale ha vinto l'Oscar al miglior attore all'età di 29 anni, diventando l’attore più giovane a vincere in tale categoria. È anche diventato il secondo attore americano a vincere il Premio César come miglior attore per lo stesso film. 
Brody ha recitato anche in La sottile linea rossa (1998), Harrison's Flowers (2000), The Village (2004), King Kong (2005), Hollywoodland (2006), Cadillac Records (2008), Predators (2010) e Omicidio nel West End (2022). Ha collaborato frequentemente con il regista Wes Anderson, apparendo nei suoi film Il treno per il Darjeeling (2007), Fantastic Mr. Fox (2009), The Grand Budapest Hotel (2014), The French Dispatch (2021) e Asteroid City (2023). Ha interpretato Salvador Dalì in Midnight in Paris (2011) di Woody Allen e Arthur Miller in Blonde (2022) di Andrew Dominik. 
Nel 2024 ha ricevuto il plauso della critica per la sua interpretazione di László Tóth nel film storico The Brutalist di Brady Corbet, per il quale si è aggiudicato l'Oscar come miglior attore protagonista, il Golden Globe per il miglior attore in un film drammatico, il BAFTA al miglior attore protagonista e il Critics Choice Award al migliore attore.
In campo televisivo ha interpretato Luca Changretta nella quarta stagione della serie televisiva Peaky Blinders (2017), e Pat Riley nella serie drammatica sportiva Winning Time: The Rise of the Lakers Dynasty (2022-2023). Ha ottenuto due candidature al Premio Emmy per i suoi ruoli di Harry Houdini nella miniserie Houdini (2014), e dell'investitore Josh Aaronson nella serie Succession.

## Biografia

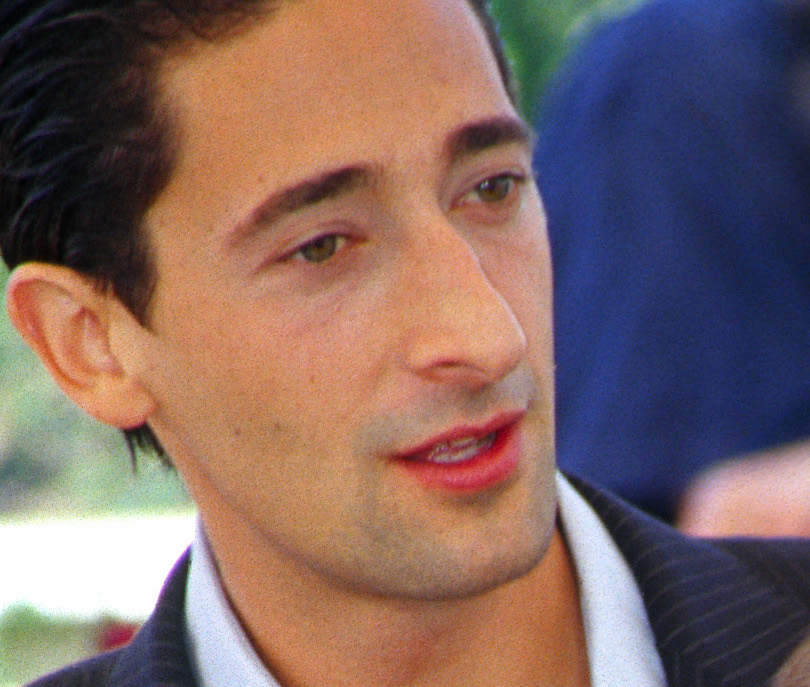
Adrien Brody al Festival di Cannes 2002

Cresciuto nel quartiere Queens, si iscrive giovanissimo alla scuola d'Arte drammatica incoraggiato dalla madre, Sylvia Plachy, giornalista e fotografa ungherese figlia di un nobile ungherese di religione cattolica e di un'ebrea ceca, e dal padre Elliot Brody, professore statunitense figlio di immigrati polacchi di origine ebraica. È ancora molto giovane quando debutta, al fianco di Mary Tyler Moore, nella sit-com televisiva Annie McGuire.
Trasferitosi a Los Angeles, ottiene nel 1993 un breve ruolo in Piccolo, grande Aaron, diretto da Steven Soderbergh. Dopo gli interlocutori Angels (1994) e L'ultima volta che mi sono suicidato (1997), prodotti da case cinematografiche indipendenti, prende parte nel 1998 al film La sottile linea rossa di Terrence Malick, girato in Australia, ma in fase di montaggio molte delle sue scene vengono tagliate. Sempre nel 1998 recita in Restaurant, che gli vale una candidatura agli Independent Spirit Award per il miglior attore protagonista. In seguito, incoraggiato dallo stesso Malick, invia all'attore e regista Spike Lee la videoregistrazione del suo provino; e Lee lo sceglie per la parte del sospetto serial killer nel film S.O.S. Summer of Sam - Panico a New York (1999). Viene inoltre diretto da registi di fama come Barry Levinson in Liberty Heights (1999) e Ken Loach in Bread and Roses (2000), presentato al Festival di Cannes.
Dopo L'intrigo della collana (2001), Brody è ormai pronto per la consacrazione definitiva nello star system hollywoodiano, che puntuale arriva nel 2002 con Il pianista, l'intensa e commovente interpretazione di Władysław Szpilman, il pianista che grazie alla sua arte riuscì a sopravvivere nel ghetto di Varsavia. Il film, diretto da Roman Polański, registra un grande successo di critica e di pubblico e vale a Brody nel 2003 il Premio Oscar come miglior attore protagonista, il Premio César della critica, il Boston Society of Film Critics Award per il miglior attore, il National Society of Film Critics Award e la candidatura al Golden Globe, allo Screen Actors Guild Award, ai British Academy Film Awards, ai Chicago Film Critics Association Award, ai Vancouver Film Critics Circle Award for Best Actor ed agli Online Film Critics Society Awards. Con l'Oscar vinto per Il pianista, Brody è diventato il più giovane vincitore del premio come miglior attore, superando il record di Richard Dreyfuss che durava dal 1978.
Successivamente Brody interpreta i film Dummy (2003), The Singing Detective (2003), The Village (2004), The Jacket (2005) e King Kong (2005). Quest'ultimo si rivela un successo di critica e pubblico, arrivando ad incassare oltre 550 milioni di dollari e diventando uno dei film di maggior incasso dell'anno.. Nel 2009 partecipa alle riprese di Giallo, diretto da Dario Argento. La pellicola subisce alcuni problemi produttivi e distributivi, e viene immessa sul mercato direttamente in home video nell'ottobre 2010. L'attore denuncia però la produzione per inadempienze contrattuali e lesione dei diritti d'immagine, chiedendo inoltre il blocco dell'uscita del film presso la Corte Federale della California. Nello stesso anno, interpreta Royce, il protagonista del film horror fantascientifico Predators (2010), diretto da Nimród Antal.
Nel 2011 interpreta il ruolo di Salvador Dalí nel film di Woody Allen Midnight in Paris, pellicola che ottiene la candidatura come miglior cast ai seguenti premi: Screen Actors Guild Awards, Alliance of Women Film Journalists Awards, Chlotrudis Society for Independent Film Awards, Phoenix Film Critics Society Awards, San Diego Film Critics Society Awards.. Nel 2016 e 2017 viene scelto dalla casa automobilistica Fiat come testimonial della 500X, per cui realizza uno spot diretto da Ago Panini. Il 4 agosto 2017 riceve il premio Leopard Club Award al Locarno Festival, riconoscimento "che rende omaggio a una grande personalità del cinema che attraverso il suo lavoro è riuscita a segnare l’immaginario collettivo".

## Filmografia

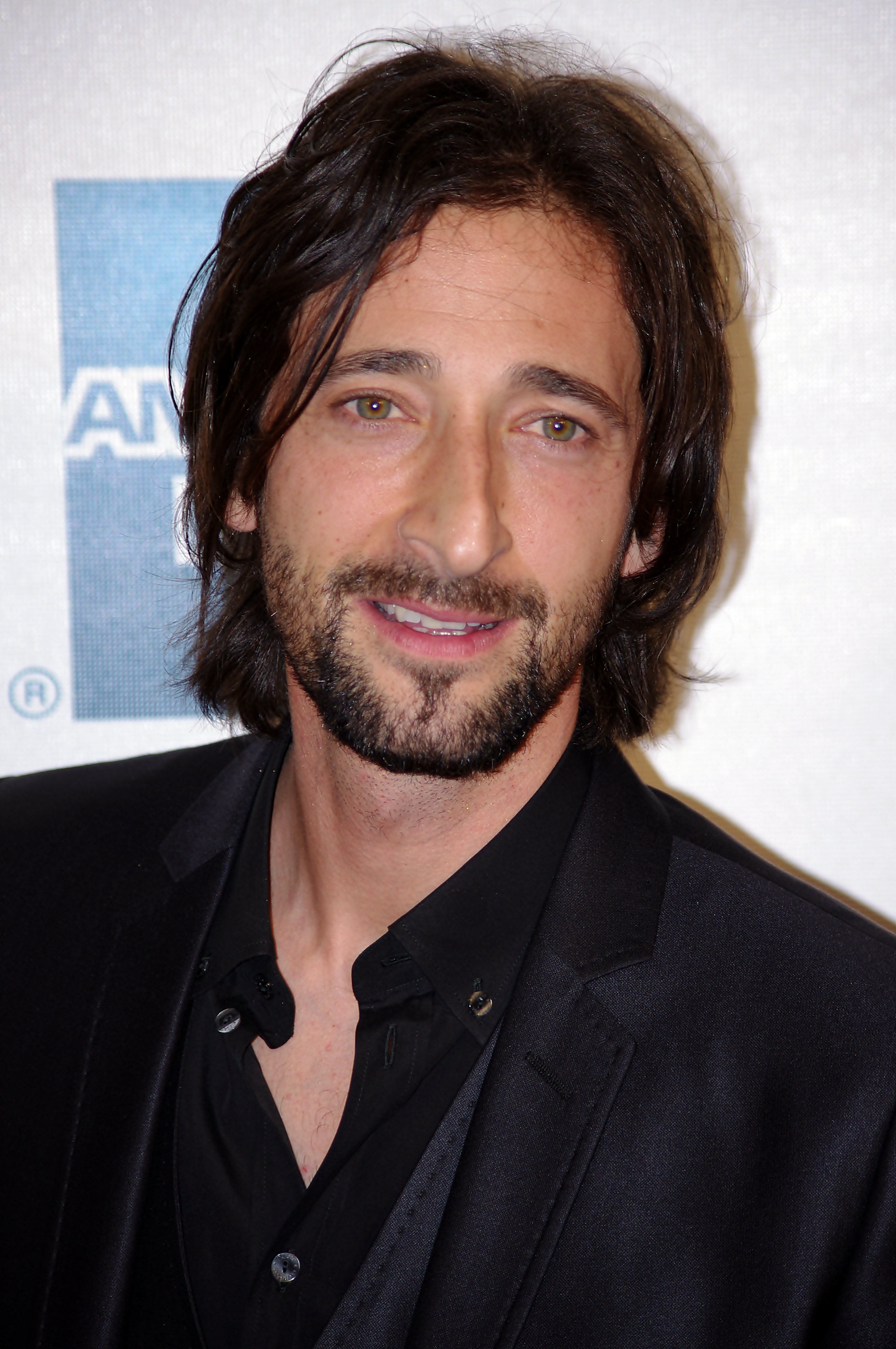
Adrien Brody al Tribeca Film Festival 2011

### Attore

#### Cinema
- New York Stories, regia di Francis Ford Coppola - episodio La vita senza Zoe (1989)
- Bad Boy Story - Il ragazzo che gridava (The Boy Who Cried Bitch), regia di Juan José Campanella (1991)
- Piccolo, grande Aaron (King of the Hill), regia di Steven Soderbergh (1993)
- Angels (Angels in the Outfield), regia di William Dear (1994)
- Nothing to Lose, regia di Eric Bross (1995)
- Solo, regia di Norberto Barba (1996)
- Bullet, regia di Julien Temple (1996)
- L'ultima volta che mi sono suicidato (The Last Time I Commited Suicide), regia di Stephen Kay (1997)
- The Undertaker's Wedding, regia di John Bradshaw (1997)
- Six Ways to Sunday, regia di Adam Bernstein (1997)
- Restaurant, regia di Eric Bross (1998)
- La sottile linea rossa (The Thin Red Line), regia di Terrence Malick (1998)
- S.O.S. Summer of Sam - Panico a New York (The Summer of Sam), regia di Spike Lee (1999)
- Oxygen, regia di Richard Shepard (1999)
- Liberty Heights, regia di Barry Levinson (1999)
- Bread and Roses, regia di Ken Loach (2000)
- Harrison's Flowers, regia di Elie Chouraqui (2000)
- Hard Attraction (Love The Hard Way), regia di Peter Sehr (2001)
- L'intrigo della collana (The Affair of The Necklace), regia di Charles Shyer (2001)
- Dummy, regia di Greg Pritikin (2002)
- Il pianista (The Pianist), regia di Roman Polański (2002)
- The Singing Detective, regia di Keith Gordon (2003)
- The Village, regia di M. Night Shyamalan (2004)
- The Jacket, regia di John Maybury (2005)
- King Kong, regia di Peter Jackson (2005)
- Hollywoodland, regia di Allen Coulter (2006)
- Il treno per il Darjeeling (The Darjeeling Limited), regia di Wes Anderson (2007)
- Manolete, regia di Menno Meyjes (2007)
- The Brothers Bloom, regia di Rian Johnson (2008)
- Cadillac Records, regia di Darnell Martin (2008)
- Giallo, regia di Dario Argento (2009)
- Splice, regia di Vincenzo Natali (2009)
- Predators, regia di Nimród Antal (2010)
- The Experiment, regia di Paul Scheuring (2010)
- Wrecked, regia di Michael Greenspan (2010)
- Detachment - Il distacco (Detachment), regia di Tony Kaye (2011)
- Midnight in Paris, regia di Woody Allen (2011)
- Yi jiu si er (一九四二; 一九四二), regia di Feng Xiaogang (2012)
- InAPPropriate Comedy, regia di Vince Offer (2013)
- Third Person, regia di Paul Haggis (2013)
- Grand Budapest Hotel (The Grand Budapest Hotel), regia di Wes Anderson (2014)
- American Heist, regia di Sarik Andreasyan (2014)
- Dragon Blade - La battaglia degli imperi (Tian jiang xiong shi), regia di Daniel Lee (2015)
- Shiraz - La città delle rose (Septembers of Shiraz), regia di Wayne Blair (2015)
- Backtrack, regia di Michael Petroni (2015)
- Manhattan Night, regia di Brian DeCubellis (2016)
- Bullet Head, regia di Paul Solet (2017)
- The Bombing - La battaglia di Chongqing (Air Strike), regia di Xiao Feng (2018)
- Clean, regia di Paul Solet (2021)
- The French Dispatch of the Liberty, Kansas Evening Sun, regia di Wes Anderson (2021)
- Omicidio nel West End (See How They Run), regia di Tom George (2022)
- Blonde, regia di Andrew Dominik (2022)
- Manodrome, regia di John Trengove (2023)
- Ghosted, regia di Dexter Fletcher (2023)
- Asteroid City, regia di Wes Anderson (2023)
- The Brutalist, regia di Brady Corbet (2024)

#### Televisione
- Annie McGuire - serie TV, episodi 1x3 e 1x8 (1988)
- Rebel Highway - serie TV, episodio 1x8 (1994)
- Bullet, regia di Julien Temple - film TV (1996)
- Houdini – miniserie TV, episodi 1x1 e 1x2 (2014)
- Dice - serie TV, episodio 1x2 (2016)
- Peaky Blinders - serie TV, 6 episodi (2017)
- Succession - serie TV, episodi 3x04-3x05 (2021)
- Chapelwaite - serie TV, 10 episodi (2021)
- Winning Time - L'ascesa della dinastia dei Lakers (Winning Time: The Rise of the Lakers Dynasty) – serie TV, 15 episodi (2022-2023)

#### Cortometraggi
- The Mascot, regia di Mark Middlewick (2015)
- The Library Book, regia di Travis Calvert (2015)
- Boredom, regia di Stephan Tempier (2015)
- Come Together: A Fashion Picture in Motion, regia di Wes Anderson (2016)

## Riconoscimenti
- Premio Oscar
  - 2003 – Miglior attore protagonista per Il pianista
  - 2025 – Miglior attore protagonista per The Brutalist

- Boston Society of Film Critics
  - 2002 – Miglior attore protagonista per Il pianista

- National Society of Film Critics
  - 2002 – Miglior attore protagonista per Il pianista

- Golden Globe
  - 2003 – Candidatura al miglior attore in un film drammatico per Il pianista
  - 2025 – Miglior attore in un film drammatico per The Brutalist

- Premio BAFTA
  - 2003 – Candidatura al miglior attore protagonista per Il pianista
  - 2025 – Miglior attore protagonista per The Brutalist

- Screen Actors Guild Award
  - 2003 – Candidatura al miglior attore cinematografico per Il pianista
  - 2012 – Candidatura al miglior cast cinematografico per Midnight in Paris
  - 2015 – Candidatura al miglior cast cinematografico per Grand Budapest Hotel
  - 2015 – Candidatura al miglior attore in un film televisivo o mini-serie per Houdini
  - 2025 – Candidatura al miglior attore cinematografico per The Brutalist

- Premio César
  - 2003 – Miglior attore protagonista per Il pianista

- European Film Awards
  - 2003 – Candidatura al miglior attore protagonista per Il pianista

- Premio Emmy
  - 2015 – Candidatura al miglior attore protagonista in una miniserie o film per Houdini
  - 2016 - Candidatura al miglior narratore per Breakthrough
  - 2022 - Candidatura al miglior attore guest in una serie drammatica per Succession

- Leopard Club Award
  - 2017 – Premio alla Carriera al Locarno Festival 2017

- Gotham Independent Film Awards
  - 2024 – Candidatura alla miglior interpretazione protagonista per The Brutalist[6]

## Doppiatori italiani
Nelle versioni in italiano delle opere in cui ha recitato, Adrien Brody è stato doppiato da: 
- Massimiliano Manfredi ne Il pianista, The Singing Detective, The Village, King Kong, Hollywoodland, Il treno per il Darjeeling, Manolete, Giallo (Enzo Avolfi), Splice, Peaky Blinders, Houdini, Chapelwaite, Omicidio nel West End, Blonde, Manodrome, Ghosted
- Simone D'Andrea in  Detachment - Il distacco, Third Person, Grand Budapest Hotel, Manhattan Night, Clean, The French Dispatch of the Liberty, Kansas Evening Sun, Winning Time - L'ascesa della dinastia dei Lakers, Asteroid City, The Brutalist
- Alberto Angrisano in La sottile linea rossa, Predators, Dragon Blade - La battaglia degli imperi, Backtrack
- Massimo De Ambrosis in Harrison's Flowers, Bullet Head, Succession
- Alberto Caneva in Piccolo, grande Aaron, Angels
- Riccardo Rossi in Solo, The Undertaker's Wedding
- Simone Mori in Bullet
- Stefano Onofri in L'ultima volta che mi sono suicidato
- Oreste Baldini in S.O.S. Summer of Sam - Panico a New York
- Nanni Baldini in Oxygen
- Giorgio Borghetti in Liberty Heights
- Danilo De Girolamo in Bread and Roses
- Luca Ward in L'intrigo della collana
- Vittorio Guerrieri in Dummy
- Roberto Gammino in The Jacket
- Vittorio De Angelis in Cadillac Records
- Loris Loddi in Giallo (Flavio Volpe "Giallo")
- Davide Marzi in The Experiment
- Andrea Ward in Wrecked
- Neri Marcorè in Midnight in Paris